# Pardina (Tulcea)
Pardina es una comuna ubicada en el distrito de Tulcea, Rumania.

## Superficie
Posee una superficie de 300,8 kilómetros cuadrados.

## Demografía
Hasta 2021 la población era de 489 habitantes, con una densidad de población de 1,626 habitantes por kilómetro cuadrado.